# Bladtjärnen (Holms socken, Medelpad)
Bladtjärnen är en sjö i Sundsvalls kommun i Medelpad som ingår i Ljungans huvudavrinningsområde.